# Hysterosphaerius sexpunctatus
Hysterosphaerius sexpunctatus är en insektsart som beskrevs av Melichar 1906. Hysterosphaerius sexpunctatus ingår i släktet Hysterosphaerius och familjen sköldstritar. Inga underarter finns listade i Catalogue of Life.